# Дизел-гориво
Дизел-гориво је један од главних продуката прераде сирове нафте. Оно се дестилује између 170 и 360 °C, а служи за погон дизел-мотора. Постоје: врло лако дизел-гориво (за брзоходне машине и ниске температуре околине), лако дизел-гориво (за брзоходне машине кад температуре нису ниске), и средње и тешко дизел-гориво (за стабилне дизел-моторе и дизел-моторе на бродовима).
Квалитет горива одређује цетански број (квалитет запаљења). Он не сме бити превелик јер узрокује непотпуно сагоревање и појаву дима у гасовима сагоревања. Његов минимум је између 25 и 45 у зависности од врсте дизел-горива.

## Калоријска вредност
Дизел-гориво у мотору сагорева према формули:
{\displaystyle 2\mathrm {C} _{8}\mathrm {H} _{18(l)}+25\mathrm {O} _{2(g)}\rightarrow \;16\mathrm {CO} _{2(g)}+18\mathrm {H} _{2}\mathrm {O} _{(l)}+10.86\ \mathrm {MJ} }
Тако на сваки килограм горива добијамо око 47 МЈ енергије, од кога се део у моторима на унутрашње сагоревање искористи за погон возила.
На атмосферском ваздуху, дизел гори уз везивање азота, којег у ваздуху и има највише:
{\displaystyle \mathrm {C} _{8}\mathrm {H} _{18(l)}+12.5\mathrm {O} _{2(g)}+\mathrm {N} _{2(g)}\rightarrow \;6\mathrm {CO} _{2(g)}+2\mathrm {CO} _{(g)}+2\mathrm {NO} _{(g)}+9\mathrm {H} _{2}\mathrm {O} _{(l)}+{\text{Energija}}}
Дизел-гориво има већу калоријску вредност од бензина, због чега је и искоришћење дизел-мотора боље (ту су и остали фактори, који чине искоришћење бољим). На другој страни, код сагоревања дизел-горива настаје више угљен-диоксида ({\displaystyle CO_{2}}) а код непотпуног сагоревања (мањак кисеоника) настаје гар (C). У том смислу, дизел-гориво је штетније од бензина. У Јапану су аутомобили са дизел-моторима забрањени.